# Aulacaspis citri
Aulacaspis citri är en insektsart som beskrevs av Chen 1954. Aulacaspis citri ingår i släktet Aulacaspis och familjen pansarsköldlöss. Inga underarter finns listade i Catalogue of Life.